# Amalda tankervillii
Amalda tankervillii is een slakkensoort uit de familie van de Ancillariidae. De wetenschappelijke naam van de soort is voor het eerst geldig gepubliceerd in 1825 door Swainson.